# 안양제일교회
안양제일교회(安養第一敎會, Anyang First Presbyterian Church)는 경기도 안양시 만안구 안양1동에 위치한 대한예수교장로회(통합) 안양노회 소속 교회이다.
1930년 5월17일 양동익 전도사에 의해 안양청년회관에서 「안양교회」라는 명칭으로 창립되었다. 창립당시 안양지역은 경부선 안양역 개설로 인해 각지에서 많은 사람들이 모여 살기 시작했지만 주변에 교회가 없었기 때문에 신도들이 성경을 개별적으로 공부해야 했다. 그러던 중 조선예수교장로회 경기노회가 신도들의 교회설립 요청을 받아들여 양동익 전도사의 주도로 교회가 창립되었다. 교회 창립당시 동아일보에 보도될 정도로 세간의 주목을 받았다.
창립초기 10여 가구에 불과했던 교세는 일제 해방직전 115명으로 늘어났으며 당시 청록파 시인 박두진이 등록하고 장로로 피택되었다.
1951년 한국전쟁으로 예배당이 전소하였으나 1954년 미국 북장로교 선교부와 미8군의 도움으로 예배당을 신축하였다.
1954년 강인병 담임목사가 대한예수교장로회(약칭 예장)를 탈퇴하고 한국기독교장로회(약칭 기장)에 가입함에 따라 교회가 분열을 겪었다.
강인병 담임목사가 예장 교단을 탈퇴하자 노기원 목사를 담임목사로 청빙하고 신축 예배당에서 예배를 드렸으나, 강인병 목사를 따라 기장측으로 이탈한 성도들이 신축 예배당의 소유권을 주장하며
교회 재산을 한국기독교장로회 소유로 등기시키는 사태가 발생하여 교회가 5년간 법적 분쟁 상태에 있었다. 1심에서는 기장측이 승소하였으나 대법원은 양측이 공동의회를 소집하여 예배당의 소유권을 결정하라는 판결을 내림으로써 수적으로 우세였던 예장측이 사실상 승소하였다.
그러나 예장측이 기장측에 예배당을 양보하고 강대상만 확보하여 임시처소에서 예배를 드리다가 1965년 현재의 교회부지에 예배당을 신축,「안양제일교회」로 명칭을 변경하여 지금까지 역사가 이어져 오고있다.
1992년 현재의 본당이 준공되었으며 희년관, 벧엘관, 비전센터, 베데스다관, 가정사역센터 등의 부속성전이 있으며 경기도 화성시 서신면에 교회묘지가 있다. 부속기관으로는 사론유치원, 경로대학이 있다.
현재 최원준 담임목사가 시무중이며 출석성도는 약 7천명(교회학교 및 청년부 포함)이다.

## 역대 담임 목회자
- 1대 : 양동익 전도사 (1930.05~1933.11)
- 2대 : 김홍식 목사 (1933.11~1934.12)
- 3대 : 차상진 목사 (1935.01~1938.10)
- 4대 : 전영후 전도사 (1938.10~1940.01)
- 5대 : 장하원 전도사 (1940.02~1942.03)
- 6대 : 최문환 전도사 (1942.04~1943.05)
- 7대 : 김진수 목사 (1943.05~1945.05)
- 8대 : 강인병 목사 (1945.05~1954.06)
- 9대 : 노기원 목사 (1955.02~1962.02)
- 10대 : 이상인 목사 (1962.02~1965.01)
- 11대 : 황덕윤 목사 (1965.01~1968.05)
- 12대 : 이성의 목사 (1968.05~1978.08)
- 13대 : 김상원 목사 (1979.04~1979.08)
- 14대 : 설삼용 목사 (1980.06~2003.07)
- 15대 : 홍성욱 목사 (2003.07~2015.12)
- 16대 : 최원준 목사 (2016.08~현재)